# Breda 30
A Fucile Mitragliatore Breda modello 30 (Fuzil Metralhador Breda modelo 30) era a metralhadora leve padrão do Exército Real Italiano durante a Segunda Guerra Mundial. A Breda Modello 30 era emitida em nível de pelotão e dava aos esquadrões de fuzileiros italianos poder de fogo extra. Por ser uma metralhadora leve, ela apresentava muitos problemas, incluindo emperramento e superaquecimento. Era alimentada por um clipe de 20 munições que precisava ser lubrificado por um dispositivo de lubrificação. Apesar de todas as suas falhas, formou a principal base de fogo das unidades de infantaria durante a guerra.

## Projeto
A Breda 30 era bastante incomum para uma metralhadora leve. Ela era alimentada por um carregador fixo preso ao lado direito da arma, que era carregado por um clipe de latão ou aço de 20 munições. Se o carregador ou sua dobradiça/trava fossem danificados, a arma ficava inutilizável. Ela também disparava de um ferrolho fechado junto com o uso de recuo curto para sua ação. O ferrolho rotativo era travado por seis ressaltos dispostos radialmente (uma reminiscência, por exemplo, dos fuzis AR-15 e Mondragón).
A operação de recuo era violenta e frequentemente resultava em extração primária deficiente. Para garantir uma extração confiável, a arma possuía um lubrificador na parte superior do receptor, que lubrificava levemente cada cartucho à medida que entrava na câmara. A poeira e a areia dos desertos do Norte da África causavam desgaste prematuro significativo e emperramento, como acontecia com a maioria das outras armas automáticas naquele teatro de guerra.

## Histórico de serviço
Nas unidades regulares do exército, uma Breda 30 era emitida para cada esquadrão (o padrão era 24 a 27 por batalhão), embora isso tenha sido posteriormente alterado para duas por esquadrão. Uma companhia de infantaria italiana tinha, portanto, cerca de seis metralhadoras leves nos primeiros anos da Segunda Guerra Mundial (duas por pelotão), mas esse número acabou aumentando para doze durante a maior parte da guerra (quatro por pelotão).
Um pelotão de infantaria era dividido em duas grandes seções, cada uma com vinte homens, que foram divididas em esquadrões de fuzis e metralhadoras leves. A seção era comandada por um sargento, que também controlava o esquadrão das metralhadoras leves. Este último era composto por duas Breda 30, cada uma tripulada por um cabo-artilheiro, um artilheiro assistente e dois portadores de munições. O saldo da seção era o esquadrão de fuzileiros de onze homens. Devido à importância do seu poder de fogo extra, a Breda 30 era na maioria das vezes entregue ao soldado mais confiável do esquadrão (ao contrário de outros exércitos da época, não era raro ver um suboficial carregando a metralhadora leve). O manual indica que os dois esquadrões deveriam operar como elementos distintos, com as duas metralhadoras leves apoiando o esquadrão de fuzileiros em seu objetivo. Na altura, a maioria dos outros exércitos incorporava uma metralhadora leve em cada seção ou esquadrão, geralmente com metade do tamanho da seção italiana, o que, em comparação, parece uma organização difícil de manejar. Como armas individuais, pistolas eram distribuídas para cada artilheiro, uma carabina para o sargento-mor e Fuzis para todos os demais.
A Breda 30 foi usada pela primeira vez na Segunda Guerra Ítalo-Etíope.
A Wehrmacht adotou a Breda 30 em pequenos números após a ocupação do Norte e Centro da Itália após o armistício italiano de 1943 com os Aliados, como a MG 099(i); desempenhou um papel semelhante ao da MG 34 alemã, uma metralhadora de uso geral, predominantemente utilizada nos campos de batalha da campanha italiana.

## Desempenho de combate

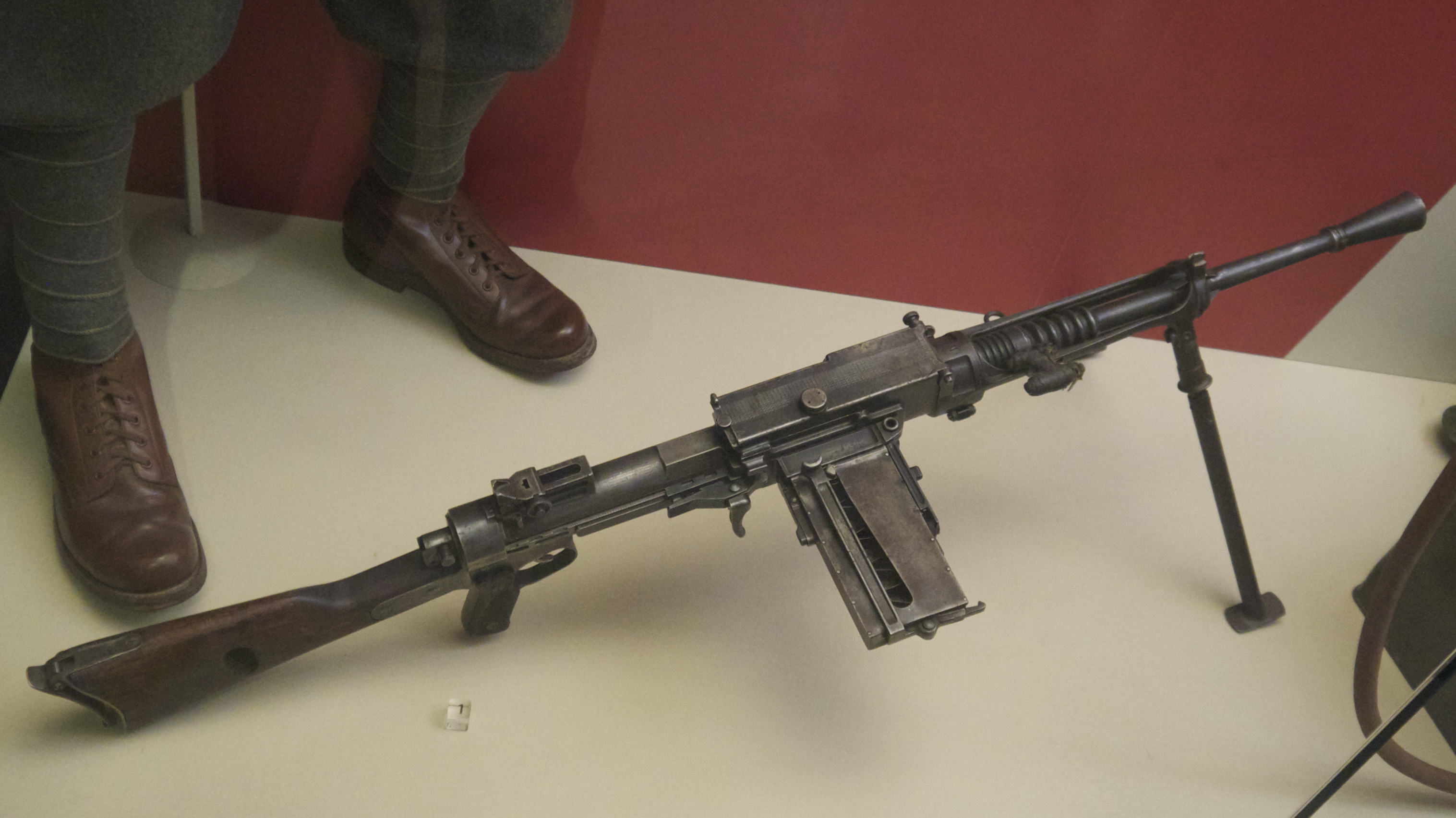
Breda 30 no Museu de Guerra Canadense

A Breda 30 foi amplamente vista como uma arma mal projetada. Tinha uma baixa cadência de tiro, baixa capacidade de carregador, usava munição às vezes não confiável e era altamente sujeita a paralisações.  O sistema de lubrificação vital era muito suscetível a permitir a entrada de poeira e detritos no sistema de ação, tornando a arma pouco confiável em condições de combate. Embora o sistema de carregador tenha sido projetado com a justificativa de que as bordas de alimentação de um carregador destacável são propensas a danos, o único carregador da Breda também pode ser desabilitado se as dobradiças ou travas forem danificadas, e a fenda na parte superior para visualização da contagem de munição fornecida outra maneira de os detritos entrarem e emperrarem o carregador.
A alça e massa de mira da Breda estavam ambas no corpo da arma, então apenas um cano poderia ser zerado e quaisquer canos sobressalentes, quando instalados, invariavelmente levariam à diminuição da precisão sem zerar novamente a mira. O carregador era carregado com clipes de 20 munições, que eram conhecidos por serem frágeis, especialmente em condições de combate. No Norte de África, o modo automático da arma era quase inutilizável: a areia e a poeira do deserto faziam com que a arma emperrasse continuamente, e o óleo usado na lubrificação do cartucho apenas exagerava este problema. Devido aos seus emperramentos e paradas muito frequentes, a Breda, apesar de ser uma metralhadora, era mais comparável a um fuzil semiautomático em termos de potência de fogo. Nos Balcãs, na Frente Oriental e em outros teatros de guerra, a arma alcançou resultados ligeiramente melhores.
A baixa capacidade do carregador, os emperramentos frequentes e a complicada troca de cano tornavam o disparo e a recarga um processo lento e trabalhoso, resultando na Breda 30 sendo uma arma capaz apenas de fornecer uma quantidade diminuta de poder de fogo e tornando-a uma contribuidora muito modesta para um tiroteio. Ao considerar todas as deficiências da arma, tomadas durante o combate quando ela estava no seu pior, a cadência prática de tiro da Breda 30 poderia até ter sido comparável à cadência prática de tiro de uma arma semiautomática, como era o fuzil americano padrão (o M1 Garand e M1 Carbine) e o posterior alemão Gewehr 43.
Embora consideravelmente defeituosa quando comparada com suas contemporâneas, a Breda 30 ainda era considerada a arma mais mortal do arsenal padrão da infantaria italiana, uma vez que metralhadoras pesadas eram vistas em números relativamente pequenos e submetralhadoras como a Beretta Modelo 38 eram muito raras. A Breda 30 junto com o fuzil Carcano constituíram a espinha dorsal do armamento da infantaria italiana durante a Segunda Guerra Mundial. Os relatórios de campo sobre a arma eram de natureza mista: a cadência de tiro muito baixa da Breda muitas vezes resultava em uma mudança de maré durante um tiroteio contra soldados italianos; entretanto, a Breda 30, na maioria das ocasiões, era a arma mais rápida e útil disponível. O exército italiano tentou combater os defeitos do Breda enfatizando a importância do papel do abastecedor: cada soldado foi treinado para ser um abastecedor da Breda 30 e ensinado como alimentar rapidamente uma tira de munição após a outra (isso nem sempre era possível, como aconteceu com a Breda 30 montada em motocicletas). O polimento cuidadoso também foi realizado frequentemente, com atenção extra ao sistema de lubrificação da Breda e à disponibilidade de munição.

## Operadores

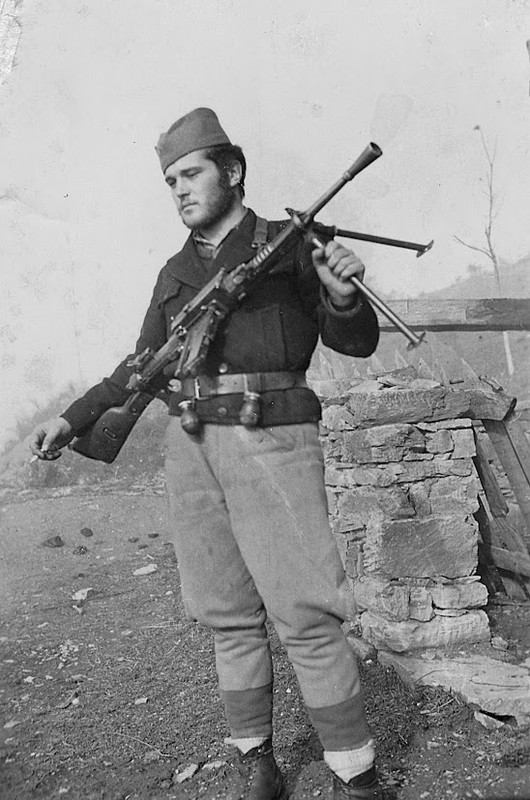
Chetnik montenegrino armado com Breda 30 em 1942.

- Índias Orientais Holandesas[6]
- Alemanha Nazista
- Reino da Grécia
- Reino da Itália
- Reino da Romênia
- Reino da Albânia
- Iugoslávia[7]